# 2017年カナダグランプリ
2017年カナダグランプリ (2017 Canadian Grand Prix) は、2017年のF1世界選手権第7戦として、2017年6月11日にジル・ヴィルヌーヴ・サーキットで開催された。
正式名称は「FORMULA 1 GRAND PRIX DU CANADA 2017」。

## レース前
このレースでピレリが供給するドライタイヤのコンパウンドは、ウルトラソフト、スーパーソフト、ソフトの3種類。マクラーレンはウルトラソフトを10セット選択し、フェルナンド・アロンソはソフトを1セットのみ、ストフェル・バンドーンはスーパーソフトを1セットのみ選択した。この他、フェラーリがウルトラソフトを9セット選択している。
ショートカット防止のため、ターン8とターン9にかかるシケインに対し対策が施された。F1レースディレクターのチャーリー・ホワイティングが木曜日に各チームへ出した通知書は以下の通り。
「ターン9を通過する際にコース上を使えず、完全にエイペックスのオレンジ色の縁石左側を通ったドライバーは、コーナー出口のオレンジ色のスピードバンプ左側を走行し、アスファルトのランオフエリア突き当たりからコースに合流しなければならない。」 

## フリー走行
開催日時は現地時間 (UTC-4、以下同じ）。

### 1回目
2017年6月9日 10:00
気温21度、路面温度27度、雲に覆われているが、空の一部には青空も覗くドライコンディション。3分、カルロス・サインツJr.がターン10を立ち上がったところでエンジントラブルでストップした。路面温度の低さとスムーズな路面に苦しみ、スピンをする車が多かった。11時11分、アロンソが2度目のコースイン直後にハイドロ系の油圧低下でターン10へマシンを止めた。トップタイムはルイス・ハミルトン(1:13.809)。

### 2回目
2017年6月9日 14:00
1回目に続き曇天のため、気温23度、路面温度34度とあまり温度が上がらなかったが、心配されていた雨は降らずドライコンディションのまま行われた。このセッションでもグリップ不足とリアの不安定さに悩むドライバーが多く、特にロマン・グロージャンはブレーキ・バイ・ワイヤのセッティングに問題を抱えスピンを繰り返した。他にも数名のドライバーがリアのグリップを失うようなスピンが見られた。15分、ダニエル・リカルドが「パワーを失っている」と訴えピットへ戻る。バンドーンはフロアなどの整備に時間が掛かり開始から20分後にコースイン。アロンソは1回目に起きた油圧低下によるパワーユニット修復のため53分にようやくコースインできた。15時9分、マックス・フェルスタッペンがリアから白煙を上げてターン7出口にストップ。これにより赤旗中断となるが、マシンは8分で撤去されセッション再開。再開後はレッドブル勢とバンドーン以外の全車がコースインした。トップタイムはキミ・ライコネン(1:12.935)。

### 3回目
2017年6月10日 10:00
気温19度、路面温度30度のドライコンディション。開始20分にセバスチャン・ベッテルが2回目の自己ベストを上回る1:13.015のトップタイムをマーク。35分にはウルトラソフトで前年のポールポジションタイムを上回る1:12.704をマークし、さらに1:12.572とタイムを縮めた。43分にハミルトンがウルトラソフトでアタックを開始し自己ベストの1:12.926を出したが、フェラーリ勢には及ばず3位となった。

## 予選
2017年6月10日 13:00
ハミルトンがアイルトン・セナに並ぶ通算65回目のポールポジションを獲得した。

### 経過
気温22度、路面温度44度、晴天のドライコンディションで行われた。
Q1
フェラーリ勢のみスーパーソフト、他はウルトラソフトでアタック。ハミルトンがトップタイムを記録した。下位チームが2度目のアタックを行ったが、残り1分にパスカル・ウェーレインがターン1でクラッシュしてダブルイエローとなった。この影響でタイムを伸ばせなかったバンドーン、ランス・ストロール、ケビン・マグヌッセン、マーカス・エリクソンと、クラッシュしたウェーレインがQ1敗退となった。
Q2
Q2からフェラーリ勢もウルトラソフトを使用し、全車ウルトラソフトでアタックした。ここでもハミルトンがトップタイムを記録した。ベッテルは2度目のアタックを行わず、1回目のタイヤを決勝スタートで使用することを決めた。終了間際にダニール・クビアトが右リアのホイールを壊し、タイヤがパンクした状態でスローダウンしピットに戻った。フェリペ・マッサ、フォース・インディア勢、ニコ・ヒュルケンベルグが上位3チーム以外でQ3進出を果たしている。
Q3
1回目のアタックでハミルトンがQ2から0.7秒のタイムアップを果たしトップに立ち、チームメイトのバルテリ・ボッタスがハミルトンに次ぐ2位となった。フェラーリ勢はハミルトンに0.5秒差を付けられた。2回目のアタックでベッテルは自己ベストを更新するが、ハミルトンに僅か0.004秒及ばず2位。ハミルトンはさらにタイムを更新し、ベッテルに0.3秒の差を付けポールポジションを獲得した。

### 結果
| Pos.                | No. | ドライバー                 | コンストラクター                | Q1       | Q2       | Q3       | Grid |
| ------------------- | --- | -------------------------- | ------------------------------- | -------- | -------- | -------- | ---- |
| 1                   | 44  | ルイス・ハミルトン         | メルセデス                      | 1:12.692 | 1:12.496 | 1:11.459 | 1    |
| 2                   | 5   | セバスチャン・ベッテル     | フェラーリ                      | 1:13.046 | 1:12.749 | 1:11.789 | 2    |
| 3                   | 77  | バルテリ・ボッタス         | メルセデス                      | 1:12.685 | 1:12.563 | 1:12.177 | 3    |
| 4                   | 7   | キミ・ライコネン           | フェラーリ                      | 1:13.548 | 1:12.580 | 1:12.252 | 4    |
| 5                   | 33  | マックス・フェルスタッペン | レッドブル-タグ・ホイヤー       | 1:13.177 | 1:12.751 | 1:12.403 | 5    |
| 6                   | 3   | ダニエル・リカルド         | レッドブル-タグ・ホイヤー       | 1:13.543 | 1:12.810 | 1:12.557 | 6    |
| 7                   | 19  | フェリペ・マッサ           | ウィリアムズ-メルセデス         | 1:13.435 | 1:13.012 | 1:12.858 | 7    |
| 8                   | 11  | セルジオ・ペレス           | フォース・インディア-メルセデス | 1:13.470 | 1:13.262 | 1:13.018 | 8    |
| 9                   | 31  | エステバン・オコン         | フォース・インディア-メルセデス | 1:13.520 | 1:13.320 | 1:13.135 | 9    |
| 10                  | 27  | ニコ・ヒュルケンベルグ     | ルノー                          | 1:13.804 | 1:13.406 | 1:13.271 | 10   |
| 11                  | 26  | ダニール・クビアト         | トロ・ロッソ                    | 1:13.802 | 1:13.690 |          | 11   |
| 12                  | 14  | フェルナンド・アロンソ     | マクラーレン-ホンダ             | 1:13.669 | 1:13.693 |          | 12   |
| 13                  | 55  | カルロス・サインツ         | トロ・ロッソ                    | 1:14.051 | 1:13.756 |          | 13   |
| 14                  | 8   | ロマン・グロージャン       | ハース-フェラーリ               | 1:13.780 | 1:13.839 |          | 14   |
| 15                  | 30  | ジョリオン・パーマー       | ルノー                          | 1:13.990 | 1:14.293 |          | 15   |
| 16                  | 2   | ストフェル・バンドーン     | マクラーレン-ホンダ             | 1:14.182 |          |          | 16   |
| 17                  | 18  | ランス・ストロール         | ウィリアムズ-メルセデス         | 1:14.209 |          |          | 17   |
| 18                  | 20  | ケビン・マグヌッセン       | ハース-フェラーリ               | 1:14.318 |          |          | 18   |
| 19                  | 9   | マーカス・エリクソン       | ザウバー-フェラーリ             | 1:14.495 |          |          | 19   |
| 20                  | 94  | パスカル・ウェーレイン     | ザウバー-フェラーリ             | 1:14.810 |          |          | PL 1 |
| 107% time: 1:17.772 |     |                            |                                 |          |          |          |      |
| ソース              |     |                            |                                 |          |          |          |      |

追記
- ^1 - ウェーレインはギアボックス交換のため5グリッド降格となったが、最後尾スタートのため変更なし。ただし、予選後にリアウィングを交換したため、決勝はピットレーンからのスタートとなる[12][13][14]

## 決勝
2017年6月11日 14:00
ハミルトンが通算4回目のグランドスラム（優勝、ポールポジション、ファステストラップ、全周回トップ）で今シーズン3勝目。メルセデスは今シーズン初のワン・ツー・フィニッシュとなった。フェラーリ勢がいない表彰台は今季はじめて。

### 展開
気温28度、路面温度41度、晴天のドライコンディションで行われた。
最後尾スタートだったウェーレインは予選後にリアウイングを交換したため、ピットレーンからスタート。ウェーレインとマグヌッセンがスーパーソフト、他は全てウルトラソフトでスタートする。フォーメーションラップでクビアトがクラッチのトラブルでエンジンがストールしスタートできなかったが、エンジンは息を吹き返して走行することができた。しかし、セーティカーラインまでに元のポジション（11番手）に戻ることができず、ペナルティが科せられた。
フェラーリ勢がスタートに失敗しベッテルは4位に後退、フェルスタッペンが好スタートを切り2位に浮上した。ベッテルはフェルスタッペンに追い抜かれた際に接触し、フロントウイングにダメージを負ってしまった。後方ではターン3でサインツがグロージャンに接触してコントロールを失い、マッサを巻き添えにして2台ともリタイアとなった。これによりセーフティカー(SC)が導入された。4周目にセーフティカーが解除されると、スタートで6位まで後退していたライコネンがセルジオ・ペレスにも抜かれた。ベッテルもスタート時にダメージを負ったフロントウィングの破損が著しくなり、ピットインを強いられ18位（最後尾）にまで後退する。
11周目、2位を走行していたフェルスタッペンがマシントラブルでターン2にマシンを止めた。このマシン撤去のためにバーチャルセーフティカー(VSC)が導入され、14周目に解除された。この間にマグヌッセンがバンドーンを追い抜いたため、ペナルティが科せられた。
17周目、ライコネンがピットインしスーパーソフトに、翌周にはリカルドが反応しソフトに、19周目にはペレスも反応しスーパーソフトに、22周目にはボッタスもピットインしソフトにそれぞれ交換した。この時点で首位を独走するハミルトン同様タイヤを交換していないエステバン・オコンが2位に浮上した。ハミルトンは32周目まで引っ張りスーパーソフトに交換、首位のままコースに復帰した。オコンもピットインを行い6位で復帰する。上位陣がタイヤ交換を終えるとハミルトン、ボッタス、リカルド、ペレス、ライコネン、オコンの順となり、その後ろの7位までベッテルは追い上げてきた。
41周目にライコネンが2度目のピットインでウルトラソフトへ交換、43周目にはファステストラップを記録する。49周目にはベッテルも2度目のタイヤ交換を終える。
54周目にクビアトがエンジンからのバイブレーションを訴えてピットイン。このピットインでペナルティを消化するが、タイヤが用意されておらず大幅なタイムロスとなってしまった。タイヤを交換してコースに復帰したがすぐにリタイアとなった。
この頃にはリカルドとフォース・インディア勢の3位争いが白熱する。リカルドを追い抜きたいフォース・インディアはペレスに対し、タイヤが新しいオコンを前に行かせるチームオーダーを出したがこれを拒否。結局ペレスはリカルドを抜くことはできず、後方から猛追してきたベッテルに迫られ、66周目にオコンが、68周目にはペレスがベッテルにパスされ、フォース・インディアにとっては後味の悪い内容となってしまった。
ハミルトンは1度も首位の座を明け渡さず優勝し、2位にボッタスが入り、メルセデスは今シーズン初のワン・ツー・フィニッシュで、コンストラクターズランキング首位に返り咲いた。ベッテルはリカルドに僅差で届かず4位となり、ハミルトンとの差は12ポイントに縮まった。母国レースとなったストロールが9位に入賞し、初ポイントを獲得した。カナダGPにおける母国ドライバーの入賞は1996年のジャック・ヴィルヌーヴ以来21年ぶりの快挙。アロンソはレース終盤まで入賞圏内の10位を走行していたが、68周目に「エンジン！ エンジンがブローした」とマシンを止めポイント獲得とはならず、マクラーレンは依然ノーポイントで最下位のままである。

### 結果
| Pos.   | No. | ドライバー                 | コンストラクター                | 周回数 | タイム/リタイア  | Grid | Pts. |
| ------ | --- | -------------------------- | ------------------------------- | ------ | ---------------- | ---- | ---- |
| 1      | 44  | ルイス・ハミルトン         | メルセデス                      | 70     | 1:33:05.154      | 1    | 25   |
| 2      | 77  | バルテリ・ボッタス         | メルセデス                      | 70     | +19.783          | 3    | 18   |
| 3      | 3   | ダニエル・リカルド         | レッドブル-タグ・ホイヤー       | 70     | +35.297          | 6    | 15   |
| 4      | 5   | セバスチャン・ベッテル     | フェラーリ                      | 70     | +35.907          | 2    | 12   |
| 5      | 11  | セルジオ・ペレス           | フォース・インディア-メルセデス | 70     | +40.476          | 8    | 10   |
| 6      | 31  | エステバン・オコン         | フォース・インディア-メルセデス | 70     | +40.716          | 9    | 8    |
| 7      | 7   | キミ・ライコネン           | フェラーリ                      | 70     | +58.632          | 4    | 6    |
| 8      | 27  | ニコ・ヒュルケンベルグ     | ルノー                          | 70     | +1:00.374        | 10   | 4    |
| 9      | 18  | ランス・ストロール         | ウィリアムズ-メルセデス         | 69     | +1 Lap           | 17   | 2    |
| 10     | 8   | ロマン・グロージャン       | ハース-フェラーリ               | 69     | +1 Lap           | 14   | 1    |
| 11     | 30  | ジョリオン・パーマー       | ルノー                          | 69     | +1 Lap           | 15   |      |
| 12     | 20  | ケビン・マグヌッセン       | ハース-フェラーリ               | 69     | +1 Lap 1         | 18   |      |
| 13     | 9   | マーカス・エリクソン       | ザウバー-フェラーリ             | 69     | +1 Lap           | 19   |      |
| 14     | 2   | ストフェル・バンドーン     | マクラーレン-ホンダ             | 69     | +1 Lap           | 16   |      |
| 15     | 94  | パスカル・ウェーレイン     | ザウバー-フェラーリ             | 68     | +2 Laps          | PL   |      |
| 16†    | 14  | フェルナンド・アロンソ     | マクラーレン-ホンダ             | 66     | パワーユニット   | 12   |      |
| Ret    | 26  | ダニール・クビアト         | トロ・ロッソ                    | 54     | パワーユニット 2 | 11   |      |
| Ret    | 33  | マックス・フェルスタッペン | レッドブル-タグ・ホイヤー       | 10     | 電気系統         | 5    |      |
| Ret    | 19  | フェリペ・マッサ           | ウィリアムズ-メルセデス         | 0      | 接触             | 7    |      |
| Ret    | 55  | カルロス・サインツ         | トロ・ロッソ                    | 0      | 接触 3           | 13   |      |
| ソース |     |                            |                                 |        |                  |      |      |

ファステストラップ
- ルイス・ハミルトン（メルセデス） 1:14.551（64周目）

ラップリーダー
- ルイス・ハミルトン (Lap 1-70)

追記
- † 印はリタイアだが、90%以上の距離を走行したため規定により完走扱い。
- ^1 - マグヌッセンはバーチャルセーフティカー導入中にバンドーンを追い越したため、5秒のタイムペナルティ（ピットインで消化）とペナルティポイント2点が科された[19]
- ^2 - クビアトはマシントラブルでフォーメーションラップ開始時にスタートできず、その後マシンはスタートしたがセーフティカーライン1の前に隊列に追い付けなかったため、ドライブスルーペナルティ及び10秒のタイムペナルティ（いずれもピットインで消化）とペナルティポイント2点が科された[20]
- ^3 - サインツはマッサとの接触を引き起こしたため、次戦アゼルバイジャンGPで3グリッド降格とペナルティポイント2点が科された[21][22]

## 第7戦終了時点のランキング
|  | 順位 | ドライバー             | ポイント |
|  | ---- | ---------------------- | -------- |
|  | 1    | セバスチャン・ベッテル | 141      |
|  | 2    | ルイス・ハミルトン     | 129      |
|  | 3    | バルテリ・ボッタス     | 93       |
|  | 4    | キミ・ライコネン       | 73       |
|  | 5    | ダニエル・リカルド     | 67       |

|   | 順位 | コンストラクター                | ポイント |
| - | ---- | ------------------------------- | -------- |
| 1 | 1    | メルセデス                      | 222      |
| 1 | 2    | フェラーリ                      | 214      |
|   | 3    | レッドブル-タグ・ホイヤー       | 112      |
|   | 4    | フォース・インディア-メルセデス | 71       |
|   | 5    | トロ・ロッソ                    | 29       |

- 注：ドライバー、コンストラクター共にトップ5のみ表示。